# وودستاک (مینه‌سوتا)
وودستوک، مینه‌سوتا (به انگلیسی: Woodstock, Minnesota) یک شهر در ایالات متحده آمریکا است که در شهرستان پایپستون، مینه‌سوتا واقع شده‌است.

## خصوصیات
وودستوک ۱٫۳۵ کیلومترمربع مساحت و ۱۲۴ نفر جمعیت دارد و ۵۵۶ متر بالاتر از سطح دریا واقع شده‌است.